# Liste des évêques de Yamoussoukro
Pour un article plus général, voir Diocèse de Yamoussoukro.
La liste des évêques de Yamoussoukro recense les noms des évêques qui se sont succédé sur le siège épiscopal de Yamoussoukro en Côte d'Ivoire depuis la création du diocèse de Yamoussoukro (Dioecesis Yamussukroensis) le 6 mars 1992 par détachement de l'archidiocèse de Bouaké. 

## Sont évêques
- 6 mars 1992 - 19 décembre 1994 : Bernard Agré, nommé archevêque d'Abidjan
- 6 décembre 1995 - 12 janvier 2006 : Paul-Siméon Ahouanan Djro, nommé archevêque coadjuteur de Bouaké
- 21 juillet 2006 - 22 novembre 2008 : Joseph Aké Yapo, nommé archevêque de Gagnoa
- 1er juillet 2009 - 25 avril 2018 : Marcellin Yao Kouadio, nommé évêque de Daloa
  - 19 juin 2018 - 19 février 2023 : Alexis Touably Youlo, administrateur apostolique
- Depuis le 28 décembre 2022 : Joseph Kacou Aka[1]